# Институт истории НАН Беларуси
Институт истории Национальной академии наук Беларуси (бел. Дзяржаўная навуковая ўстанова «Інстытут гісторыі Нацыянальнай акадэміі навук Беларусі») — государственное научное учреждение, подразделение Национальной Академии наук Беларуси.

## История
Создан 15 октября 1929 года на базе кафедр всеобщей истории, истории Белоруссии, истории белорусского права, археологии, этнографии, исторической географии, комиссий по изучению городов, археографической и истории образования.
До 1931 года — Институт исторических наук. Середина 30-х годов — секции истории народов СССР и БССР, по изучению Западной Белоруссии, истории Запада, археологии и этнографии, работало около 10 человек (1935 года — 20 человек). В 1929—1941 годах институтом издано 32 монографии.
С 2000 года государственное научное учреждение.

## Деятельность
- Выполнение охранных археологических раскопок.
- Организация совместных научно-исследовательских работ и научных мероприятий с учеными учреждений образования, краеведами и местными органами власти.
- Популяризация достижений института.
- Распространение научных исторических знаний среди населения[3].

## Направления
- Осуществление фундаментальных и прикладных научных исследований по истории, археологии и антропологии.
- Разработка рекомендаций по использованию результатов научных исследований института на практике.
- Проведение экспертизы важнейших научных программ, инновационных проектов, проектов нормативных правовых актов по профилю института.
- Изучение и обобщение достижений мировой науки по профилю института и содействие их практическому использованию.
- Выполнение охранных археологических раскопок.
- Организация совместных научно-исследовательских работ и научных мероприятий с учеными учреждений образования, краеведами и местными органами власти.
- Популяризация достижений института и распространение научных исторических знаний среди населения[4].

## Структурные подразделения
Имеет следующую структуру:
- Администрация.
- Центры:
  - Центр археологии[6];
    - отдел археологии первобытного общества;
    - отдел археологии средних веков и Нового времени;
    - отдел сохранения и использования археологического наследия[7];

  - Центр истории Беларуси IX—XVIII веков и специальных наук;
    - отдел истории Беларуси IX—XVIII веков и археографии;
    - отдел антропологии;

  - Центр истории Беларуси конца XVIII—XXI веков[8].
    - отдел истории Беларуси конца XVIII-начала XX веков;
    - отдел новейшей истории Республики Беларусь;

  - Центр военной истории Беларуси.
  - Центр истории науки и архивного дела[9].
    - Центральный научный архив НАН Беларуси.
- Сектор научно-информационной работы.

## Администрация
- Директор: к.и.н., доцент Вадим Леонидович Лакиза
- Зам. директора по научной работе: к.и.н., доцент Павел Анатольевич Трубчик
- Уч. секретарь: к.фил.н. Наталья Юрьевна Перевалова

## Руководство
- Игнатовский, Всеволод Макарович (1929—1931)
- Горин, Павел Осипович (Коляда) (1931—1936)
- Щербаков, Василий Карпович (1936—1937)
- Никольский, Николай Михайлович (1937—1953)
- Кравченко, Иван Сергеевич (1953—1965)
- Каменская, Нина Васильевна (1965—1969)
- Игнатенко, Илларион Мефодьевич (1969—1975)
- Петриков, Пётр Тихонович (1975—1988)
- Костюк, Михаил Павлович (1988—1999)
- Сташкевич, Николай Стефанович (1999—2004, и. о. директора)
- Коваленя, Александр Александрович (2004—2010)
- Данилович, Вячеслав Викторович (2010 — февраль 2011 и. о. директора, февраль 2011 — сентябрь 2020 директор)
- Лакиза, Вадим Леонидович (с декабря 2020, директор)

## Награды
- Археологическая научно-музейная экспозиция государственного научного учреждения «Институт истории Национальной академии наук Беларуси» — Грамота «За сохранение белорусского наследия и развития историко-культурного туризма» XXI Республиканского туристического конкурса «Познай Беларусь» в номинации «Музей года» — подноминация «Районные (городские) музеи» (15 декабря 2023 года)[10].
- Почётная грамота Совета Министров Республики Беларусь (2024) — за значительный вклад в исследование истории Беларуси, изучение, сохранение и популяризацию историко-культурного и археологического наследия страны[11].